# Ответен удар (2000)
Ответен удар (на английски: Backlash) е второто годишно pay-per-view събитие от поредицата Ответен удар, продуцирано от Световната федерация по кеч (WWF). Събитието се провежда на 30 април 2000 г. във Вашингтон, Окръг Колумбия.

## Обща информация
Основното събитие е сингъл мач за Титлата на WWF с Шейн Макмеън като специален гост-рефер, в който Скалата (подпомаган от Ледения Стив Остин) побеждава Трите Хикса, за да спечели титлата. В мачовете на ъндъркарда са включени Крис Беноа, побеждаващ Крис Джерико чрез дисквалификация за запазване на Интерконтиненталната титла на WWF и мач от шест души за Хардкор титлата на WWF, който Краш Холи печели.

## Резултати
| №                                         | Резултати                                                                                     | Правила                                                                     | Време |
| ----------------------------------------- | --------------------------------------------------------------------------------------------- | --------------------------------------------------------------------------- | ----- |
| 1                                         | Острието и Крисчън (ш) побеждават D-Generation X (Роуд Дог и Екс Пак) (с Тори)                | Отборен мач за Световните отборни титли на WWF                              | 09:22 |
| 2                                         | Дийн Маленко (ш) поб. Скоти Ту Хоти                                                           | Индивидуален мач за Титлата в леко-тежка категория на WWF                   | 12:57 |
| 3                                         | Биг Бос Мен и Бул Бучанън поб. Дяконите (Брадшоу и Фарук)                                     | Отборен мач                                                                 | 07:32 |
| 4                                         | Краш Холи (ш) поб. Хардкор Холи, Джеф Харди, Мат Харди, Пери Сатърн и Таз                     | Шесторен хардкор мач за Хардкор титлата на WWF                              | 12:16 |
| 5                                         | Грамадата поб. Кърт Енгъл                                                                     | Индивидуален мач                                                            | 02:35 |
| 6                                         | T & A (Албърт и Тест) (с Триш Стратъс) поб. Дъдли бойз (Бъба Рей Дъдли и Дивон Дъдли)         | Отборен мач                                                                 | 11:07 |
| 7                                         | Еди Гереро (ш) (с Чайна) поб. Еса Риос (с Лита)                                               | Индивидуален мач за Европейската титла на WWF                               | 08:37 |
| 8                                         | Крис Беноа (ш) поб. Крис Джерико чрез дисквалификация                                         | Индивидуален мач за Интерконтиненталната титла на WWF                       | 15:09 |
| 9                                         | Скалата (с Ледения Стив Остин) поб. Трите Хикса (ш) (с Г-н Макмеън и Стефани Макмеън–Хелмсли) | Индивидуален мач за Титлата на WWF с Шейн Макмеън като специален гост съдия | 19:23 |
| - (ш) – указва шампиона/шампионите в мача |                                                                                               |                                                                             |       |